# ان‌جی‌سی ۵۹۱۷
ان‌جی‌سی ۵۹۱۷ (انگلیسی: NGC 5917) نام یک کهکشان در صورت فلکی ترازو است.